# La Tristesse Durera (Scream to a Sigh)
La Tristesse Durera (Scream to a Sigh) is de tweede single van het muziekalbum Gold Against the Soul van de Welshe alternatieve rockband Manic Street Preachers uit 1993.

## Overzicht
De Franse titel is geïnspireerd op een biografie van Vincent van Gogh en betekent "de droefenis zal voortduren", Van Goghs laatste woorden. De tekst is echter geschreven vanuit het perspectief van een oorlogsveteraan.
De B-kant is een hardrock "eerbetoon" aan Patrick Bateman, het hoofdpersonage van het boek American Psycho. Toevallig is de acteur die Patrick Bateman speelde in de verfilming, Christian Bale, een fan van de Manic Street Preachers.

## Tracks

### Cd
1. "La Tristesse Durera (Scream to a Sigh)" (7"-versie)
2. "Patrick Bateman"
3. "What's My Name" (live The Clash cover in Cambridge Junction, 20 oktober 1992)
4. "Slash 'n' Burn" (live in Norwich UEA, 21 oktober 1992)

### 12"
1. "La Tristesse Durera (Scream to a Sigh)" (albumversie)
2. "Patrick Bateman"
3. "Repeat" (live in Norwich, 21 oktober 1992)
4. "Tennessee (I Get Low)"

### Cassette
1. "La Tristesse Durera (Scream to a Sigh)"
2. "Patrick Bateman"

### Remix
1. Manic Street Preachers - "La Tristesse Durera (Scream to a Sigh)" (Sunday Social Remix (Formeel 'Vocal Mix'))